# Меморіальний фонд національної спадщини
Меморіальний фонд національної спадщини (англ. The National Heritage Memorial Fund, NHMF) — фонд, створений у 1980 році для збереження найвидатніших частин британської національної спадщини в пам'ять про тих, хто віддав своє життя за Велику Британію. Він прийшов на зміну Національному земельному фонду(National Land Fund), який виконував цю функцію з 1946 року. У 2011—2015 роках він отримав урядовий грант у розмірі 20 мільйонів фунтів стерлінгів, що дозволило йому мати щорічний бюджет від 4 до 5 мільйонів фунтів стерлінгів.
У період з 1980 по 2020 рік NHMF витратив 368 мільйонів фунтів стерлінгів. Майже третина (понад 106 млн фунтів стерлінгів) була витрачена на будівлі та пам'ятники, а майже 194 млн фунтів стерлінгів — на картини, меблі та інші об'єкти.

## Наповнення фонду

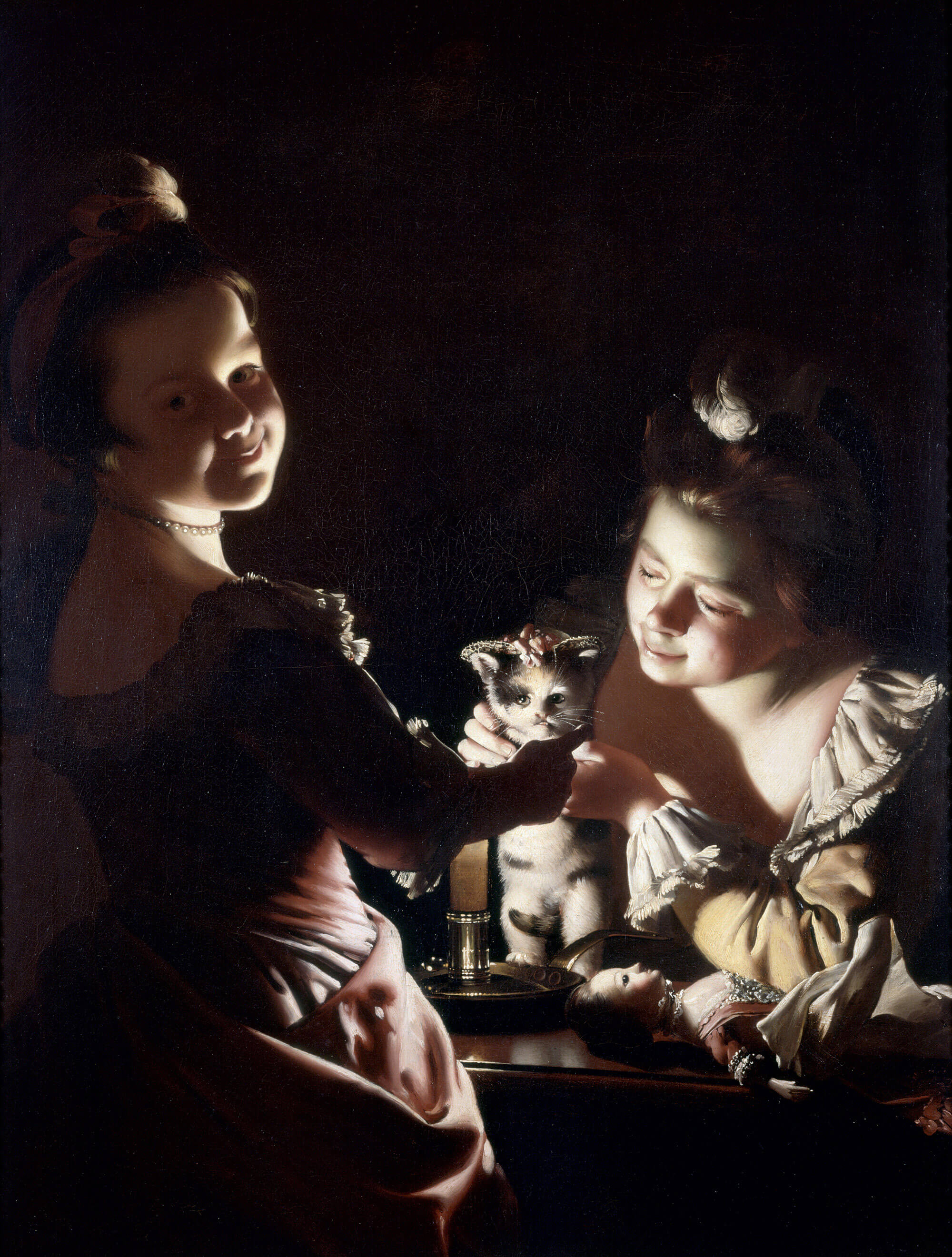
Джозеф Райт з Дербі. Дві дівчинки одягають кошеня при свічках. в. 1768—1770 рр. Олія на полотні, Kenwood House, Лондон. Придбано English Heritage за допомогою Меморіального фонду національної спадщини.

Різноманітний список з понад 1 200 об'єктів спадщини був збережений Меморіальним фондом національної спадщини, в тому числі:
- Євангеліє Святого Катберта (4,5 млн фунтів стерлінгів Британській бібліотеці, 2012)
- Герефордська карта світу
- Мері Роуз
- Летючий шотландець
- Останній вцілілий есмінець Другої світової війни, HMS Cavalier
- Заповідник Орфорд-Несс в Саффолку
- Виставкова шахта Beamish
- Рукописи сера Вальтера Скотта
- Три граціїАнтоніо Канови
- Пабло Пікассо « Жінка, що плаче».
- Різдво Христове, мініатюра Жана Бурдішона
- Автомобіль зі світовим рекордом наземної швидкості Thrust2
- Принцеса Амарна, давньоєгипетська статуетка, пізніше виявилася підробкою Шона Грінхала.
- Квадрант Кентерберійської астролябії .
- Особистий архів Зігфріда Сассуна, солдата Першої світової війни, письменника та поета
- Острів Скохолм, місце особливого наукового інтересу (SSSI) у Пембрукширі
- Craigievar Express[4]

Заміські будинки Національного фонду, придбані за кошти National Trust, включають абатство Калке, Белтон-Хаус, Кедлстон-Хол і Честлтон-Хаус . Крім того, NHMF допоміг заснувати незалежні благодійні фонди Burton Constable Hall, Paxton House, Thirlestane Castle, Hopetoun House, Weston Park та Wentworth Woodhouse. Кошти NHMF також були використані для порятунку частин колекцій у замку Паудерхем, Олторп, замку Ховард, замку Хайклер, замку Белвуар і будинку Маунт-Стюарт.
NHMF фінансується грантовою допомогою від уряду Великобританії через Департамент культури, ЗМІ та спорту .
У 1993 році на NHMF було покладено відповідальність за розподіл частки коштів, отриманих від Національної лотереї, на благодійні цілі у сфері спадщини. Він робить це через Фонд спадщини національної лотереї (National Lottery Heritage Fund).